# Алесхајм
Алесхајм (њем. Alesheim) општина је у њемачкој савезној држави Баварска. Једно је од 27 општинских средишта округа Вајсенбург-Гунценхаузен. Према процјени из 2010. у општини је живјело 991 становника. Посједује регионалну шифру (AGS) 9577113.

## Географија
Алесхајм се налази у савезној држави Баварска у округу Вајсенбург-Гунценхаузен. Општина се налази на надморској висини од 427 метара. Површина општине износи 20,4 km².

## Становништво
У самом мјесту је, према процјени из 2010. године, живјело 991 становника. Просјечна густина становништва износи 48 становника/km².